# Chi Hồ tiêu
Chi Hồ tiêu (danh pháp khoa học: Piper) là một chi quan trọng về kinh tế và sinh thái học trong họ Hồ tiêu (Piperaceae) bao gồm khoảng 1.000 – 2.000 loài cây thân bụi, thân thảo và cây dây leo, nhiều loài trong số đó là những loài cơ bản trong nơi sinh trưởng nguyên thủy của chúng, trong khi các loài khác là các loài xâm lấn chính trong các khu vực mà chúng được đưa vào. Chi này chứa các loài thích hợp cho việc nghiên cứu lịch sử tự nhiên, hóa học các sản phẩm tự nhiên, sinh thái cộng đồng và sinh học tiến hóa. Sự đa dạng của chi này giành được sự quan tâm trong nghiên cứu và tìm hiểu sự tiến hóa của thực vật.
Các loài thuộc chi Hồ tiêu có sự phân bổ rộng khắp vùng nhiệt đới, và là loại thực vật phổ biến nhất trong các tầng thấp của các từng mưa nhiệt đới vùng đất thấp, nhưng cũng có thể có mặt tại các khoảng rừng trống và ở các cao độ lớn, chẳng hạn các rừng mây; một loài (P. kadsura ở miền nam Nhật Bản và phần xa nhất về phía nam của Hàn Quốc) là loài thuộc vùng cận nhiệt đới và có thể chịu được sương giá nhẹ trong mùa đông. Các loài cây thuộc chi này là thực vật chủ yếu tại các khu vực mà người ta tìm thấy chúng.
Piper là chi mẫu cho các nghiên cứu trong sinh thái học và sinh học tiến hóa. Sự đa dạng và tầm quan trọng sinh thái của chi này làm cho nó là ứng cử viên sáng giá trong các nghiên cứu thuộc các lĩnh vực trên, mặc dù một điều không gây ngạc nhiên là phần lớn các nghiên cứu đều tập trung vào tầm quan trọng kinh tế của loài P. nigrum (hồ tiêu), P. methysticum (ca va) và P. betle (trầu không).
Một số loài kiến (bắt buộc hoặc không bắt buộc phải có) được tìm thấy sinh sống trên một số loài Piper có ảnh hưởng mạnh đối với sự phát triển của chúng, làm cho chúng trở thành một hệ thống lý tưởng cho các nghiên cứu về tiến hóa của sự cộng sinh và các ảnh hưởng của sự hỗ sinh đối với các cộng đồng sinh vật.
Một số loài
- Piper arboreum
- Piper auritum hay Piper sanctum hồ tiêu Mexico
- Piper betle Trầu không
- Piper bonii
- Piper consanguineum
- Piper cenocladum Hồ tiêu kiến
- Piper cubeba Hồ tiêu thuốc
- Piper decurrens
- Piper grande
- Piper guineense Hồ tiêu Benin
- Piper imperiale Hồ tiêu Mali
- Piper sarmentosum Lá lốt = Piper lolot
- Piper longum Hồ tiêu dài
- Piper magnificum Hồ tiêu sơn
- Piper metanum
- Piper methysticum Ca va
- Piper nigrum Hồ tiêu đen (còn có thể gọi là hồ tiêu trắng, hồ tiêu lục, tùy theo màu sắc của hạt thương phẩm)
- Piper orizabanum
- Piper positum
- Piper retrofractum
- Piper rubribaccum
- Piper rubrum
- Piper sylvaticum Hồ tiêu dài miền núi
- Piper unguiculatum